# Тимофіївка альпійська
Тимофіївка альпійська (Phleum alpinum) — вид трав'янистих рослин родини тонконогові (Poaceae). Етимологія: лат. alpinum — «альпійський, гірський».

## Опис
Багаторічник. Кореневища короткі. Стебла прямостійні або колінчасто-висхідні; 10–50 см завдовжки. Язичок (лігула) 1–2 мм завдовжки. Листові пластинки довжиною 5–12 см; 2–6 мм шириною. Суцвіття — волоть 1–5 см завдовжки, 0.6–1.2 см в ширину. Колоски довгасті, стислі з боків, 3–3.8 мм завдовжки. Пиляків 3, 1–1.5 мм завдовжки. Плоди — 1.8–2 мм зернівки. 2n=28.

## Поширення
Ареал охоплює всі північні райони північної півкулі (Азія, Європа, Північна Америка) і Південної Америки. Зростає уздовж струмків, на вологих лучних схилах і на вологих гірських луках.
В Україні зростає у субальпійському і альпійському поясах на галявинах — у Карпатах, досить часто. Кормова.

## Галерея

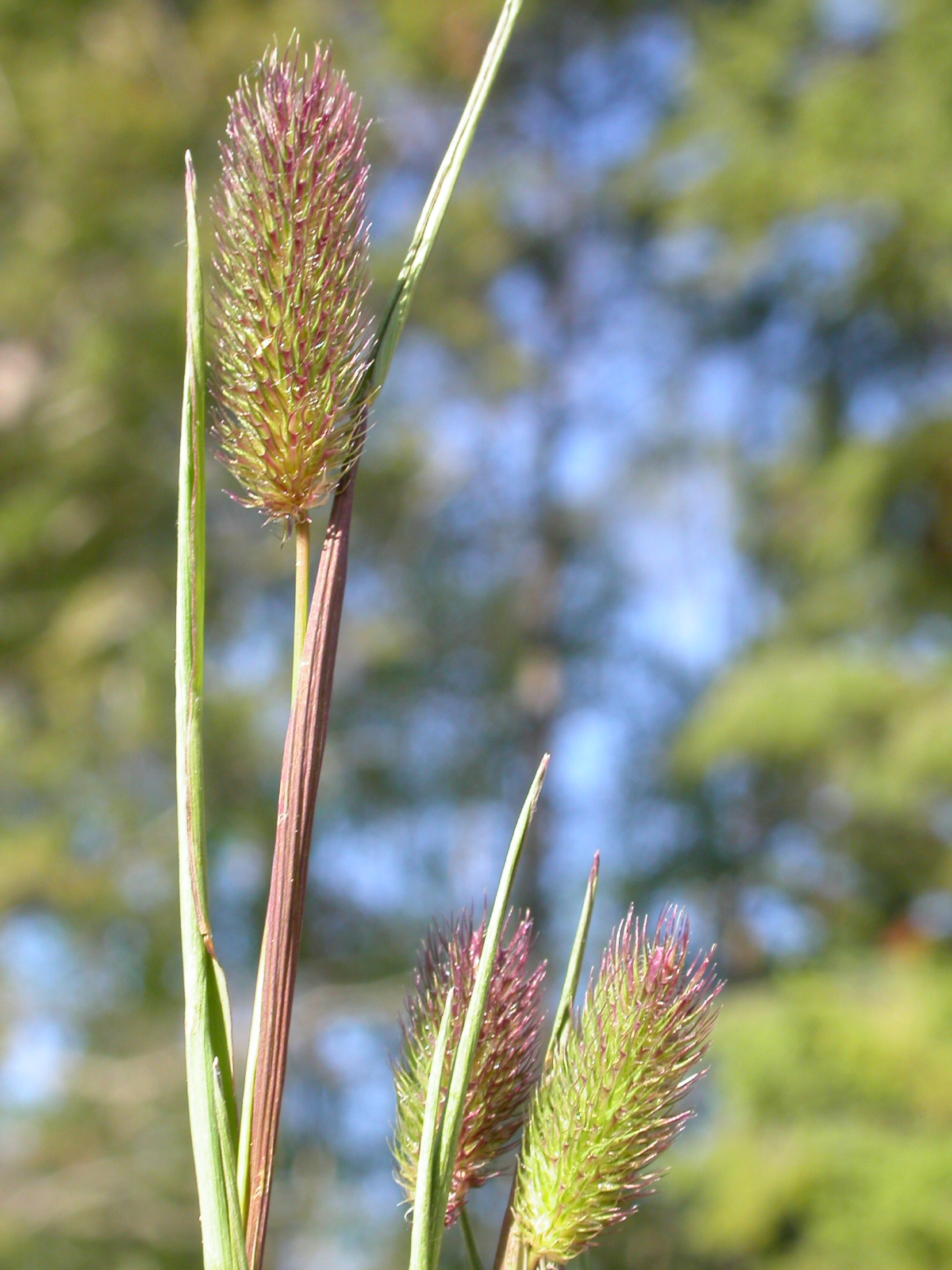
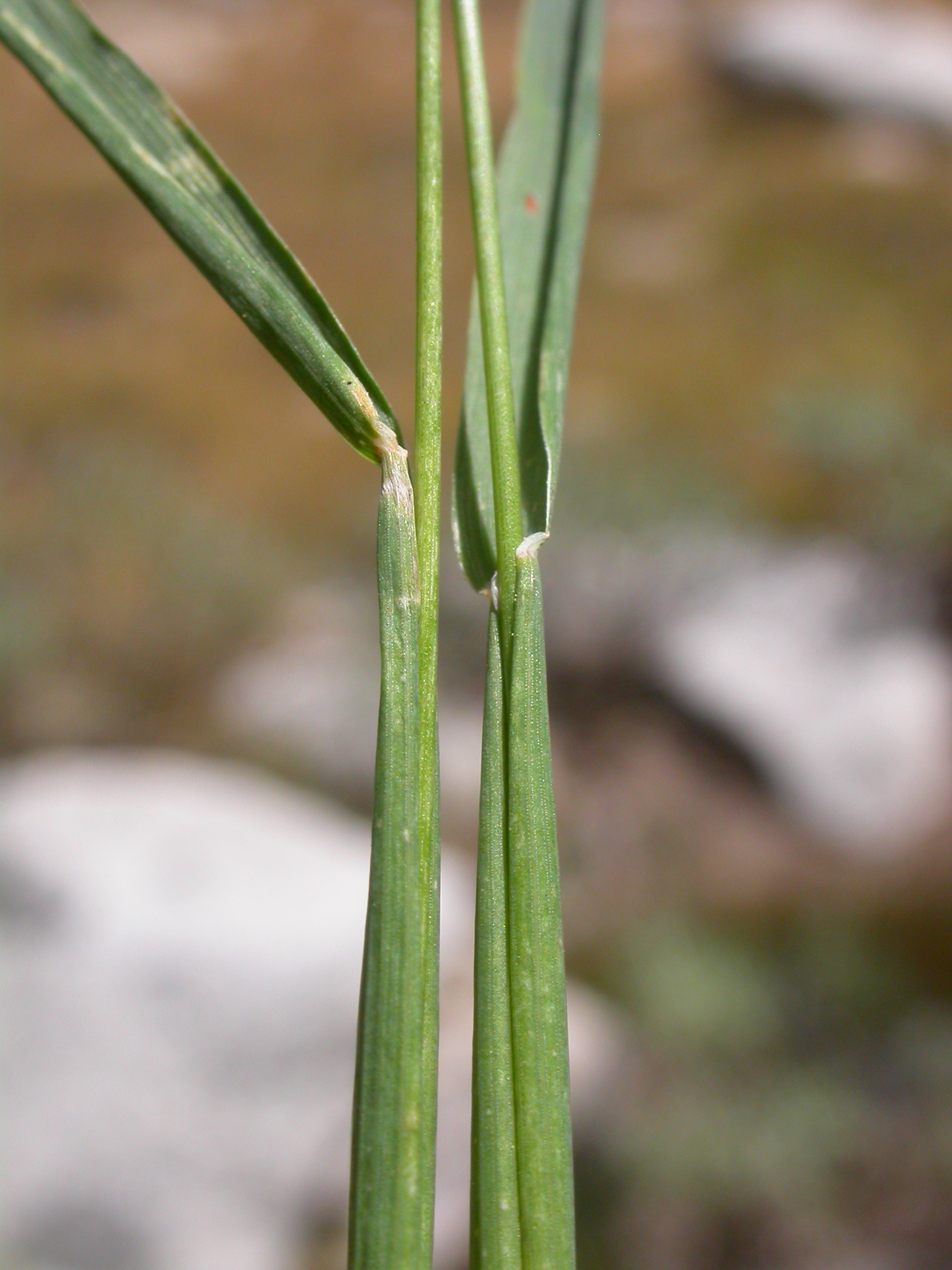
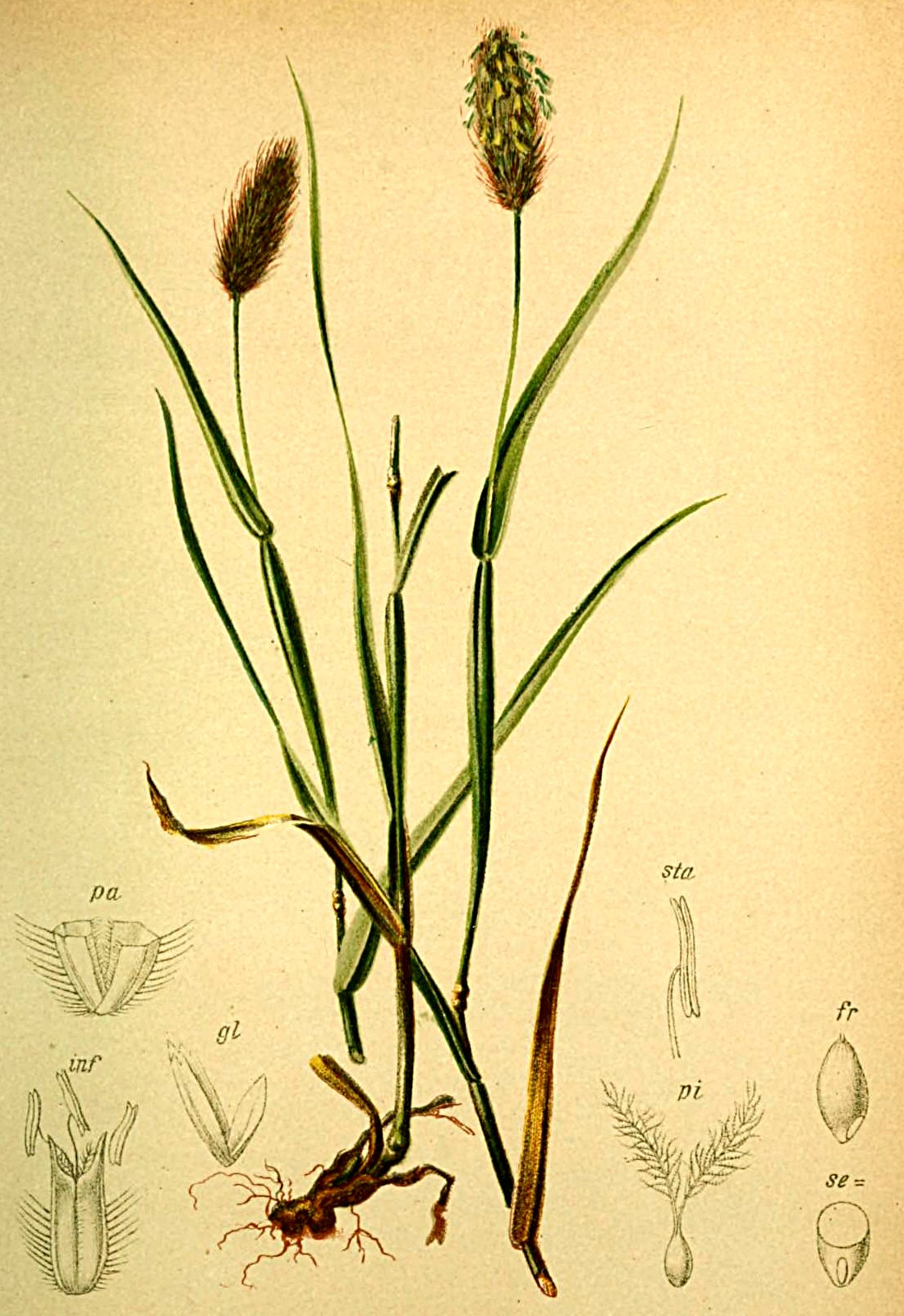